# Миролюбов, Юрий Петрович
Ю́рий Петро́вич Миролю́бов (Лядский) (30 июля (11 августа) 1892, Бахмут, Екатеринославская губерния — 6 ноября 1970) — русский писатель и поэт, эмигрант. Издатель и комментатор «Велесовой книги», а также её наиболее вероятный автор-фальсификатор. Автор псевдоисторических сочинений о «праистории славян» и религии «древних русов», которых он отождествлял с «ариями» («арийцами») и считал древнейшим народом. Сближал выстроенную им идеальную праславянскую мифологию и предысторию с индийской ведической. Идеи Миролюбова оказали влияние на учение славянского неоязычества. Инженер-химик по образованию и работал главным инженером-химиком на фабрике синтетического глицерина.

## Биография
Ю. П. Миролюбов родился 30 июля по старому стилю 1892 года в городе Бахмут Екатеринославской губернии, Российской империи, в семье священника. В годы революции в застенках ЧК в Киеве был убит его отец. Мать его, урождённая Лядская, происходившая из известного запорожского казачьего рода, скончалась на Украине в 1933 году. Всего детей в семье было четверо: три брата и сестра. Средний брат, штабс-капитан, убит в гражданскую войну. Старший брат с сестрой остались после революции на родине.
Детство и юность Юрия Петровича прошли на Украине и Кубани. Не закончив обучения в духовном училище, куда был определён по желанию отца, перешёл в гимназию, по окончании которой поступил в Варшавский университет. Незадолго до начала Первой мировой войны Юрий Петрович перевёлся в Киевский университет, где обучался на медицинском факультете. После объявления войны он добровольцем в чине прапорщика идёт на фронт.
В гражданскую войну он был в рядах вооружённых сил Центральной Рады в Киеве, а затем ушёл на Дон, где служил в войсках генерала Деникина. В 1920 году Миролюбов был эвакуирован в Египет, где ему удалось устроиться в экспедицию, направлявшуюся в Центральную Африку. По пути он заболевает и попадает в госпиталь в Южной Африке. Отсюда, после выздоровления, он уехал в Индию, где пробыл очень недолго и вынужден был искать пристанище в Турции. При содействии русского консула в Стамбуле Миролюбов в конце 1921 года добился разрешения на переезд в Прагу и обучение в Пражском университете, где, как и все русские студенты-эмигранты в Чехословакии, получил государственную стипендию. В 1924 г. Миролюбов вынужден был покинуть Прагу по политической причине, получив право на жительство в Бельгии.
В Бельгии он работал главным инженером-химиком на фабрике синтетического глицерина. Вместе с женой — женился в 1936 году — Миролюбов эмигрировал в 1954 году в США. В Сан-Франциско некоторое время редактировал русский журнал «Жар-птица». Заболев в 1956 году тяжёлой формой артрита, Миролюбов потерял трудоспособность, однако продолжал свою публицистическую и писательскую деятельность, которую начал, живя в Бельгии. В 1970 году Миролюбовы приняли решение переселиться в Германию, на родину жены. По пути в Европу Миролюбов заболел воспалением лёгких. Скончался в открытом океане на пароходе 6 ноября 1970 года.
Автор ряда произведений, воспроизводящих, по его утверждениям, языческие сказы, слышанные им в детстве, а также художественных текстов: повестей и рассказов.  
В 1952 году, незадолго до эмиграции в США, Миролюбов сообщил редакции «Жар-Птицы» об обнаружении «древних дощьек», названных впоследствии «Велесовой книгой», её первую публикацию он вместе с Ал. Куром осуществил в 1953—1957 годах.

## Творчество и взгляды
Писал стихи и прозу. Большая часть его сочинений составляют псевдоисторические разыскания об истории и религии древних славян и «русов». Подготовленные им в 1950—1960-х годах псевдоисторические сочинения, были изданы посмертно в нескольких томах в Мюнхене в 1974—1984 годах.
Миролюбов находился в тесных контактах с зарубежными русскими националистическими центрами. Развивая идеи «славянской школы», Миролюбов предлагал учредить новую историческую дисциплину, изучающую «преисторию русов». Отмечая, что далеко сохранились не все ранние письменные источники, он выбрал своим основным методом логические предположения и допущения.
Вслед за теософами, он утверждал, что существовали погибшие сотни тысяч лет назад высокие цивилизации Атлантиды и континента Ма (Му), «русы» жили ещё в палеолите, когда они сильно пострадали от нашествия неандертальцев из Передней Азии. Миролюбов разделял теорию циклизма и катастроф и писал, что голубоглазые и светловолосые «скотоводы-арийцы» жили в эпоху упадка древнейших цивилизаций, знавших летательные аппараты и артиллерийские орудия. Источником этого знания он называл сообщение, переданное по бельгийскому радио 22 августа 1952 года.
Миролюбов считал, что «славяно–русы… являются древнейшими людьми на Земле», «прародина их находится между Сумером [ Шумером ], Ираном и Северной Индией», откуда «около пяти тысяч лет тому назад» славяне двинулись в «Иран, в Загрос, где более полувека разводили боевых коней», затем «ринулись конницей на деспотии Двуречья, разгромили их, захватили Сирию и Палестину и ворвались в Египет». Предки украинцев, по Миролюбову, проживали в Северном Иране. Одновременно Миролюбов соглашался с Тилаком, автором псевдонаучной арктической гипотезы, который помещал прародину «арийцев» в Приполярье.
В Европу, по мнению Миролюбову, славяне пришли в VIII веке до н. э., составляя авангард ассирийской армии: «ассирийцы подчинили все тогдашние монархии Ближнего Востока, в том числе и Персидскую, а персы были хозяевами Северных земель до Камы. Ничего нет удивительного, если предположить, что славяне были в авангарде ассирийцев, оторвались от главных сил и захватили земли, которые им нравились». Поэтому «придется поворачивать всю историю». Затем славяне поселились в Троаде на окраине Хеттского царства и оттуда после Троянской войны переселились в Северную Италию и Подунавье, где и возникла их «древнейшая европейская прародина». Эти построения противоречат другим его утверждениям, что часть славян исконно проживала в Верхнем Поволжье и Поднепровье. По его построениям, восточные славяне могли претендовать как на земли Восточно-Европейской равнины, так и на обширные территории к востоку, поскольку он называл «естественным» стремление вернуться туда, откуда вышли предки. Также Миролюбов писал, что славяне могли быть «пранародом» Европы.
Он отождествлял русов со скифами, сарматами и фракийцами, писал, что они обитали в Алазанской долине в Грузии, а варяги имели западнославянское происхождение. Возникновение государства у славян Миролюбов относил ко времени задолго до Киевской Руси, к 3—2-му тысячелетию до н. э. Истинными славянами он считал именно восточных славян, и сближал их с индоариями.
Древнейшей религией «арийцев» он считал «ведизм», который рассматривал как монотеистическую религию и писал о его последовательном упадке и разложении, приведшем в конечном итоге к язычеству. Религия древних славян, по Миролюбову, представляла собой «испорченный временем, обстоятельствами, событиями и переменой местожительства ведизм». «Ведизм» у славян заимствовали древние европейские народы (ирландцы, кельты и др.). В основе древнеславянских верований, по его мнению, лежали представления о Яви, Прави и Нави, но он писал, что не смог обнаружить ничего подобного в народных верованиях.
В рамках «арийской» идеи он противопоставлял «сухого, умозрительного Бога семитов» «вечному природному Божеству» «арийцев», «семитскую» Библию — «арийскому» ведическому учению, якобы отдававшему приоритет кровному родству перед религиозным законом и моралью. Вместе с тем, Миролюбов не был склонен резко противопоставлять христианство язычеству. Следы «арийского ведизма» он пытался найти не только в славянском язычестве, но и в православии. Он писал о созвучии христианства славянскому язычеству, что обеспечило последнему победу в славянском мире. В гонениях на язычество Миролюбов считал виноватыми христианских миссионеров-греков, лишивших славян «седого прошлого» и использовавших христианство как орудие для ослабления славянского мира. В то же время он стремился примирить христианство с язычеством и утверждал, что после падения Византии православие стало русским, впитав значительную часть языческого наследия. Поэтому, писал он, речь идёт не о борьбе с православием, а о «восстановлении нашего древнего прошлого».
Согласно Миролюбову, когда предки славян покинули свою прародину, их жречество огрубело, забыло «одический язык», который «стал быстро меняться», и «скоро уже было невозможно записать по-санскритски сказанное по-славянски». По Миролюбову, «славяне должны были обладать, хотя бы вначале, своей письменностью. Не могло ведь быть, чтобы, выйдя из арийских степей, зная и даже сохраняя ведизм, славяне не знали бы письменности, на которой веда была писана». «Русский языческий эпос исчез… есть у нас только „Слово о полку Игореве“, „Задонщина“». Далее он называет также «христианский эпос» — «Голубиную книгу» и «Хождение Богородицы по мукам» и упоминает он «какое-то языческое сочинение» - «Книгу о княжем утерпении», якобы виденную его родителями «ещё в прошлом веке». Славянская письменность, по его мнению, позднее легла в основу латинской и греческой, а также скандинавских рун.
Миролюбов выступал против нацистского определения славян как «низшей расы», но заявлял, что среди «белой расы» никогда не было ни «дикарей», ни «отсталых народов». В то же время он отвергал идею «чистых рас» и считал, что для первобытного периода были характерны процессы смешения самых разных племен. Свастику, по его мнению, немецкие нацисты взяли у славян.

## «Велесова книга»
С деятельностью Миролюбова напрямую связана «Велесова книга», фальсификация, созданная в XIX или, что более вероятно, XX веке, написанная на смеси ряда бессистемно деформированных современных славянских языков, примитивно имитирующих праславянский язык. Сочинение излагает якобы древнейшую историю славян и гимны «славянским богам». Текст играет значительную роль во многих направлениях славянского неоязычества, где используется как основание и доказательство неоязыческой религиозности.

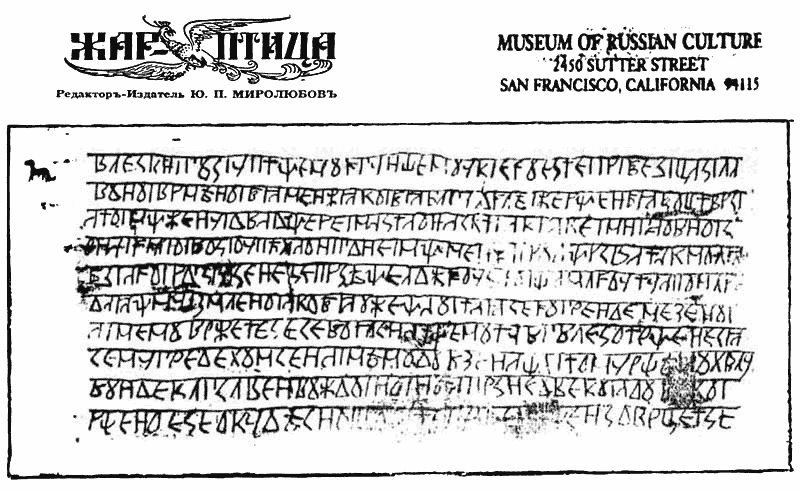
Изображение, заявленное как «фотография дощечки Изенбека № 16», журнал «Жар-птица», Сан-Франциско (1955)

Текст «Велесовой книги» был впервые опубликован в 1950-х годах Миролюбовым совместно с другим русским эмигрантом Александром Куренковым (под псевдонимом Ал. Кур) в эмигрантском журнале «Жар-птица», издававшемся в Сан-Франциско. Наиболее вероятно, что автором фальсификации является сам Миролюбов. Согласно утверждениям Миролюбова, текст «Велесовой книги» списан им с деревянных дощечек, созданных примерно в IX веке, некоторое время хранившихся у художника Фёдора Изенбека, у которого их якобы и обнаружил Миролюбов, и утерянных во время Второй мировой войны.
Не было представлено никаких документальных свидетельств того, что «дощечки Изенбека» видел кто-нибудь, кроме Миролюбова, и что они вообще существовали. Фотография якобы одной из «дощечек», согласно экспертизе, проведённой филологом Л. П. Жуковской, воспроизводит не доску, а рисунок на бумаге.
Все сведения об истории текста до момента публикации исходят от Миролюбова. Название «Влесова книга» дано тексту одним из энтузиастов его изучения и публикации Сергеем Лесным (псевдоним биолога Сергея Парамонова). Под псевдонимом С. Лесной он опубликовал ряд любительских книг об истории Руси и «Слове о полку Игореве». В его сочинении «Влесова книга…» (1966) наиболее подробно изложена история находки и публикации памятника.
Согласно Миролюбову, в 1919 году, во время Гражданской войны полковник белой армии Фёдор Изенбек якобы обнаружил в некой разорённой помещичьей усадьбе деревянные «дощечки» с письменами.
Миролюбов так излагает обстоятельства находки:

Изенбек нашёл их в разграбленной усадьбе не то князей Задонских, не то Донских или Донцовых, не помню, так как сам Изенбек точно не знал их имени. Это было на Курском или Орловском направлении. Хозяева были перебиты красными бандитами, их многочисленная библиотека разграблена, изорвана, и на полу валялись разбросанные дощьки, по которым ходили невежественные солдаты и красногвардейцы до прихода батареи Изенбека.
Он приказал денщику собрать «дощечки» в мешок и, вынужденный бежать из России после разгрома белой армии, возил их с собой по всей Европе.
В 1925 году Изенбек, проживая в Брюсселе, познакомился с Миролюбовым. Миролюбов рассказал Изенбеку о своём замысле написать поэму на исторический сюжет, но жаловался на отсутствие материала. В ответ Изенбек указал ему на лежащий на полу мешок. Миролюбов писал: «В мешке я нашёл „дощьки“, связанные ремнём, пропущенным в отверстия». Согласно Миролюбову, дощечки имел размер 38 на 22 см и толщину в 0,5 см. С того времени Миролюбов якобы в течение пятнадцати лет переписывал с «дощечек» текст. Изенбек не позволял выносить дощечки из своего помещения, и Миролюбов переписывал их в его присутствии или оставаясь в его «ателье», где Изенбек разрисовывал ткани, запертым на ключ. Миролюбов с трудом разбирал текст и реставрировал пострадавшие «дощечки»:

Стал приводить в порядок, склеивать… смутно предчувствовал, что я их как-то лишусь, больше не увижу, что тексты могут потеряться, а это будет урон для истории… Я ждал не того! Я ждал более или менее точной хронологии, описания точных событий, имён, совпадающих со смежной эпохой других народов, описания династий князей, и всякого такого материала исторического, какого в них не оказалось.
Лесному не удалось установить, какую часть текста Миролюбов переписал. В 1941 году Изенбек умер, и дальнейшая судьба «дощечек» неизвестна.
Известные варианты первоначального текста «Велесовой книги» содержат большое число расхождений, по мнению филолога О. В. Творогова свидетельствующих, что в этих копиях «фикцией являются [заявленные Миролюбовым] и разбивка на строки, и указания на дефекты дощечек, и само членение текста на „дощечки“, и отдельные чтения». Первые машинописные копии текста «Велесовой книги», сделанные Миролюбовым, при сравнении с первой публикацией, обнаруживают десятки заметных различий: например, вместо «земля» написано «держава», на месте пропусков и якобы «сколотого» текста вставлены большие предложения, «дощечки» по-разному делятся на строки. Эти различия свидетельствуют не о продвижении в разборе древнего текста, а о редактировании собственного сочинения.
Лингвист Л. П. Жуковская (автор первой советской публикации, посвящённой этому сочинению) связывала подделку с именем собирателя и фальсификатора славянских древностей А. И. Сулакадзева (1771—1829). Миролюбов в своём ответе Академии наук СССР заявил, что им «уже произведено сравнение текста „Дощек Изенбека“ с текстами Сулукадзева (sic!)», которое показало, что «язык и стиль Сукуладзева (sic!) не имеют ничего общего с языком и стилем „Дощек“».
Археолог А. Л. Монгайт в своей обзорной работе по истории археологических мистификаций предложил версию, что вероятным автором подделки является Сулакадзев (на основании изучения его рукописи «Книгорек», где содержится упоминание о 45 «буковых досках» с письменами в его собрании), а Миролюбов лишь продолжил его начинание, либо сам не понимая сущности подделки и принимая дощечки за подлинный исторический артефакт, либо намеренно плодя мистификации. Самого же Миролюбова Монгайт относит к историкам-альтернативщикам (или фолк-историкам в современном понимании), который действительно мог честно заблуждаться. С другой стороны, Миролюбов стал упоминать и самого Изенбека, и якобы сбережённые им дощечки только через 35 лет после их «находки», что по мнению Монгайта, может указывать и на преднамеренную фальсификацию со стороны Миролюбова, поскольку при живом Изенбеке ввести в научный оборот «дощечки» со ссылкой на него, как на обнаружившего данный артефакт, было проблематично. Другим важным признаком, указывающим на возможную роль Миролюбова, является «исчезновение» якобы существовавшего подлинника, вместо которого предлагались фотографии, поскольку лабораторная экспертиза исходника с высокой точностью позволила бы определить его поддельность. Кроме того, Монгайт акцентирует внимание на эмигрантской литературе и публицистике, как благоприятной среде по продуцированию разного рода антинаучных и псевдонаучных фальшивок, разоблачением которых занимался он сам и советская историография в целом. Не только советские, но также историки и филологи из числа эмигрантов первой волны, являвшиеся признанными авторитетами в западной научной среде, которых на Западе было немало (Вернадский, Пушкарёв, Соловьёв, Унбегаун, Фасмер, Зеньковский и др.), держались в стороне от данной «сенсации» и всего дискурса вокруг неё, всячески дистанцировались как от Миролюбова (который называл их «авторитетами» в кавычках), так и от других непрофессиональных историков и филологов, в то время как вводом в научный оборот ранее неизвестных артефактов и их популяризацией занимались не историки по исходной специальности. Последние пытались сфабриковать некое подобие научного консенсуса по данному вопросу, предварительно заручившись поддержкой признанных за рубежом учёных российского происхождения, что в итоге ни к чему не привело и подкрепить «Велесову книгу» ссылкой на научные авторитеты не удалось.
Филолог О. В. Творогов предположил, что «Велесова книга» был написана самим Миролюбовым в 1950-х годах в целях подтверждения его псевдоисторических идей. В сочинениях Миролюбова, написанных им ранее 1950-х годов, где он излагает многие свои предположения о славянских древностях, имеется большое количество содержательных и текстуальных совпадений с «Велесовой книги», но на «Велесову книгу» как источник там ссылок нет, и вообще прямо говорится об отсутствии надёжных источников, хотя она к тому времени, если верить более позднему рассказу о «дощечках Изенбека», уже имелась в его распоряжении.
С «Велесовой книгой» в сочинениях Миролюбова совпадают рассказ о праотце Оре, и утверждение, что русичи всегда считали себя «Даждь-божьими внуками», сведения о битвах с готами и костобоками, и мн. др. Особенно сближают идеи Миролюбова и «Велесовой книгой» сведения о язычестве: совпадают имена и понятия, которые известны лишь из «Велесовой книги» и сочинений Миролюбова. Сочинение «Ригведа и язычество», завершённое Миролюбовым в октябре 1952 года, заканчивается фразой: «Большего о славянах мы не знаем и считаем пока нашу тему законченной. Может быть, новые данные и заставят нас к ней вернуться, но пока мы этот труд заканчиваем, так как лишены источников, могущих нам служить в этом вопросе». Также Миролюбов писал: «Мы утверждаем, что такая грамота [докириллическая] была и что она, может быть, будет даже однажды найдена! И значит, заранее говорим, что крики критиков окажутся совершенно лишними». Творогов отмечает, что если история «дощечек Изенбека» верна, Миролюбов в это время должен был знать о таком источнике, тем более что некоторые фрагменты этого сочинения Миролюбова текстуально совпадают с «Велесовой книгой». Собственные идеи по истории «русов» и их религии Миролюбов в своих сочинениях подкреплял ссылками на другие источники — якобы рассказы «старой Прабки Варвары, то есть от няни, воспитательницы отца», конюха Михайлы и Захарихи, старушки, обитавшей у них «на летней кухне» в 1913 году, «большая часть сказов» которой «представляет собой описание войн, нашествий и случаев из скотоводческого периода жизни славяно-русов», а также на наблюдениях за обычаями жителей трёх сёл — Юрьевки, Антоновки и Анновки.
«Дощечки Изенбека» в сочинениях Миролюбова впервые упоминаются только в работе «Русский языческий фольклор. Очерки быта и нравов», законченной, предположительно, до конца 1953 года. История знакомства с «дощечками» здесь представлена иначе, чем в первых опубликованных версиях: нет упоминания о занявшем пятнадцать лет тщательном копировании Миролюбовым большого и трудного текста, приведено лишь воспоминание, что ему «выпало большое счастье видеть „дощки“» и обещание дать подробный разбор тех дощечек, «которые… удалось прочесть». Из этого Творогов делает вывод, что история переписки и обработки текста была сочинена Миролюбовым позднее. Содержание «дощечек» здесь определено как «моления Перуну», и, судя по приведенным цитатам, в «дощечках», предположительно, были лишь тексты молитвенного или, во всяком случае, религиозного содержания. И после начала упоминания «дощечек Изенбека» Миролюбов предпочитал ссылаться на рассказы старушек Варвары и Захарихи и конюха Михайлы. Так, в сочинении «Материалы к праистории Русов», завершённом в 1967 году, он пересказывает легенду о Богумире и противопоставляет «Велесову книгу» и «сказы» Захарихи, и оказывается, что Захариха точнее воспроизводит «древний арийский миф», чем «Велесова книга». По мнению Творогова, отказ Миролюбова от идеи авторитетности «дощечек» был реакцией на возникшую после публикаций фрагментов текста критику.
Миролюбов неоднократно пишет о «Яви», «Прави» и «Нави», тут же подчеркивая, что, «несмотря на все усилия, автору этой статьи не удалось разыскать даже следов подобных верований в народе… Позже только в „Дощьках Изенбека“ удалось найти упоминание о „Яви, Прави, Нави“».
Творогов предложил реконструкцию реальной истории возникновения «Велесовой книги». В 1952 году, когда Миролюбов работал над сочинением «Ригведа и язычество», «Велесова книга» ещё не существовала, но идея желательности подобной «находки» у его уже была. Миролюбов с одной стороны, отмечал, что он «лишён источников», а с другой утверждал, что древнейшая славянская письменность «будет однажды найдена». В 1954 году работа по созданию «Велесовой книги» уже велась, и Миролюбов «проговаривается» об этом в своих сочинениях. Так, предполагая, что древнейшая письменность славян включала готские и «санскритские» («ведические») буквы, он писал: «Мы ничего точного об этом не знаем, но логика стоит за это», а сразу после цитируемой фразы упоминает «дощечки». «Велесова книга», предположительно, создавалась в течение нескольких лет, однако Миролюбов и Кур поспешили объявить об этом ещё до того, как полностью отработали свою версию. Этим объясняется большое число противоречий в сообщениях о «Велесова книге»: то говорится, что текст на «дощечках» выжжен или написан калёным железом, то, что он был «нацарапан шилом»; вначале Миролюбов упоминал о «выпавшем счастье видеть» и «прочесть» дощечки, на которых многое трудно понять и разобрать, а спустя два года в письме к Лесному утверждал уже, что в течение 15 лет переписывал текст «Велесовой книги» и изучал его. О содержании «Велесовой книги» вначале говорится неопределенно, подчеркивается её религиозный характер («моления Перуну»), а затем оказывается, что в переписанной Миролюбовым обширной книге содержится также история русов почти за две тысячи лет.
Творогов предполагает, что первоначально создатели «Велесовой книги» планировали, для убедительности, воспроизвести «фотографии» дощечек. Но публикации «прориси» с «дощечки» в 1954 году и «фотостата» в 1955 году, вероятно, вызвали критику. Тогда Миролюбив и Кур были вынуждены отступить от своих планов: Миролюбов заявил, что фотографии потерялись, а сообщение, что были выполнены три фотографии, остались не подкреплёнными их публикацией. Текст создавался с трудом, поэтому, объявив о находке дощечек в 1953 году, Миролюбов и Кур приступили к их планомерной публикации только с марта 1957 года, до этого публиковались лишь фрагменты. В десятом выпуске своей «Истории руссов в неизвращенном виде» (1960) Лесной писал, что Миролюбов и Кур упорно не допускают к текстам учёных, публикация «Велесовой книги» странно прервалась, и «все попытки выяснения подробностей пресекаются», он безрезультатно требовал передать «Русскому музею» в Сан-Франциско текст «Велесовой книги» и фотокопии, довести до конца публикацию и т. д.
Также Творогов отмечает большое число сходств «Велесовой книги» с подделками Сулакадзева. Их сближает бессвязность языка в попытке придать древность, схожие псевдославянские имена, перекличка со «Словом о полку Игореве», изобретённый алфавит, сходный с рунами (именно «рунический» алфавит неоднократно упоминал Миролюбов), характер написания слов с пропуском гласных букв (во фрагментах сочинений Сулакадзева, опубликованных Гавриилом Державиным: плъ, блгъ, слвы, злтымъ, жрцу и т. д.). Написания букв в рукописи Сулакадзева (как можно судить по публикации Державина, который, вероятно, привёл клише с копии), очень близки к написаниям на фотографии «дощечки», опубликованной Миролюбовым. Наиболее велико сходство необычной по начертанию буквы, которая у Сулакадзева означала букву «в», а у Миролюбова — «б». В каталоге своей библиотеки, перечисляя «исполненные или пока только задуманные подделки», как писал о них А. Н. Пыпин, Сулакадзёв назвал: «Патриарси. Сея вырезана на буковых досках числом 45», а также: «О Китоврасе; басни и кощуны», с примечанием: «На буковых досках вырезано и связаны кольцами железными, числом 143 доски, 5 века на славенском». Эти описания и осуществлённые Сулакадзевым подделки могли послужить основой для идей Миролюбова по созданию «Велесовой книги».
По мнению историка В. П. Козлова, основой методологии подлога «Велесовой книги» её автор, которым он считает Миролюбова, сделал принцип неповторимости, необычности языка, графики и содержания текста. Эта необычность избавляла автора от усилий по изучению закономерностей развития славянских языков и письменности. В то же время Миролюбивым и его последователями, такими как Лесной, Валерий Скурлатов и Н. Николаев, необычность использовалась как аргумент в пользу подлинности этого текста. Аналогичный приём применял при создании своих фальсификатов Сулакадзев. Согласно Козлову, единственным, что связывает «Велесову книгу» с Сулакадзевым, является фальсифицированная запись в его «Книгореке» о «буковых досках», которая, предположительно, могла стать толчком для подделки Миролюбова.
Историк В. А. Шнирельман отмечает:

Обстоятельства всех таких «открытий» чаще всего связаны с «национальным возрождением». «Влесова книга» появилась в начале 1950-х годов в среде русских и украинских эмигрантов, уязвлённых неудовлетворительным, на их взгляд, статусом русских и украинцев в Советском Союзе. В самом же СССР она получила популярность лишь после 1970 года, — после того, как так называемая «русская партия» потеряла своё влияние в партийно-комсомольских органах и переместилась в сферу изящной словесности («толстые» журналы, художественная проза и поэзия).
Филолог А. А. Алексеев считает, что идеология «Велесовой книги» легко объясняется предвоенной обстановкой, в которой происходило духовное формирование Миролюбова: позднее евразийство, индоарийские теории прародины, популярные в Германии того времени, ряд славянских и индийских языческих персонажей без ясных функций, ставших известными европейской культуре в XIX веке и выполняющих псевдорелигиозное назначение в полурелигиозной внецерковной среде. Взгляд на Миролюбова как на автора «Велесовой книги», высказанный О. В. Твороговым, по мнению Алексеева полностью согласуется со всеми особенностями произведения и достоверной историей его текста. Алексеев допускает и возможность авторства Сулакадзева.
Большинство сторонников подлинности «Велесовой книги» относит её к VIII—IX векам, причём считает, что Миролюбову был доступен непосредственно оригинал этого времени. Автор псевдоисторических идей об истории украинского народа Б. И. Яценко относил создание «Велесовой книги» к концу IX — началу X века, но, в отличие от большинства других сторонников подлинности этого сочинения, считал, что протограф известного текста «Велесовой книги» был создан не в Новгороде, а в Западном Полесье, отразив диалектные особенности этого региона, позже того времени, которым её обычно датируют сторонники подлинности, а дошедший до Миролюбова список (дощечки) относится к XVII веку и был создан украинцем. Яценко критикует филологов Жуковскую и Творогова: отмеченные ими несообразности языка «Велесовой книги» Яценко объясняет сложной историей её текста и разновремёнными вкраплениями. Критики версии Яценко (Творогов, Зализняк) отмечают, что его гипотеза об истории текста «Велесовой книги» никак не проясняет отмеченную критиками бессистемность в морфологии и синтаксисе (не свойственную славянским языкам никакого периода), образование ошибочных форм по образцу разных языков, абсолютную несовместимость с грамматикой славянских текстов IX—XVII веков, а также необычность создания копий языческого текста «докириллическим письмом» на дощечках в такую эпоху, как XVII век. А. А. Алексеев отмечает, что в своём лингвистическом анализе Яценко не затронул вопросов грамматики. По мнению Алексеева, труд Яценко выполняет на Украине «национальный заказ», поскольку он издан на средства И. Г. Кислюка, биография которого вместе с портретом завершают издание, а также сообщается, что меценат считает «Велесову книгу» «священною для нашого народу» и что «Іван Кісьлюк та його однодумці вперто по-ширюють національні ідеі та надбання серед разбурханого моря низькопробноі іноземщини».

## Сочинения
- Бабушкин сундук. Сборник рассказов. 1974. 175 с. (год написания 1952)
- Родина-мать… Стихи. 1977. 190 с. (год написания 1952)
- Прабкино учение. Сборник рассказов. 1977. 112 с. (год написания 1952)
- Риг-Веда и Язычество. 1981. 264 с. (год написания 1952)
- Русский языческий фольклор. Очерки быта и нравов. 1982. 312 с. (год написания 1953)
- Русская мифология. Очерки и материалы (год написания 1954.) 1982. 296 с.
- Материалы к предыстории Русов. 1983. 212 с. (од написания 1967)
- Русский христианский фольклор. Православные легенды. 1983 (год написания 1954) 280 с.
- Славяно-русский фольклор. 1984. 160 с. (год написания 1960)
- Фольклор на юге России. 1985. 181 с. (год написания 1960)
- Славяне в Карпатах. Критика «норманизма». 1986. 185 с. (год написания 1960)
- О князе Кие, основателе Киевской Руси. 1987. 95 с. (год написания 1960)
- Образование Киевской Руси и её государственности. (Времена до князя Кия и после него). 1987. 120 с. (Молодая гвардия, № 7, 1993)
- Предыстория славяно-Русов. 1988. 188 с.
- Дополнительные материалы к предыстории Русов. 1989. 154 с.
- Сказы Захарихи. 1990. 224 стр.
- Материалы к истории крайне-западных славян. 1991
- Гоголь и революция. 1992
- Русский календарь. 1992
- Достоевский и революция. 1979
- Сказ о Святославе хоробре князе Киевском. Поэма. В 2 кн., кн. 1. 1986. 544 с. (год написания 1947)
- Сказ о Святославе хоробре князе Киевском. Поэма. В 2 кн., кн. 2. 1986. 408 с. (год написания 1947)
- Миролюбов Ю. П. Сакральное Руси: Собрание сочинений: В 2 тт. — Москва, издательство АДЕ «Золотой Век»:
  - Т. 1, 1996 г.: «Риг-Веда» и язычество. Русский языческий фольклор. Очерки быта и нравов. Материалы к преистории русов.
  - Т. 2, 1998 г.: Русская мифология. Очерки и материалы. Русский христианский фольклор. Православные легенды. Славяно-русский фольклор.